# Поручник Василь Іванович
Василь Іванович Поручник (нар. 17 березня 1956, село Сусідовичі, тепер Старосамбірського району Львівської області) — український радянський діяч, бригадир тракторної бригади колгоспу. Депутат Верховної Ради УРСР 10—11-го скликань.

## Біографія
Освіта середня спеціальна.
З 1973 року — кіномеханік Старосамбірської районної кіномережі. Служив у Радянській армії.
З 1976 року — колгоспник, тракторист, бригадир тракторної бригади колгоспу імені Шевченка село Сусідовичі Старосамбірського району Львівської області.
Член КПРС.
Потім — на пенсії в селі Сусідовичах Старосамбірського району Львівської області.

## Нагороди
- ордени
- медалі